# نوزدهمین مراسم گلدن گلوب
۱۹مین مراسم گلدن گلوب برای ارج نهادن به بهترین فیلم و شوی تلویزیونی سال ۱۹۶۱ در تاریخ ۵ مارس سال ۱۹۶۲ برگزار شد
روسالیند راسل تا سال ۱۹۶۲ تنها بازیگری بود که توانست چهار بار برنده گوی زرین شود. وی دو بار برنده بهترین بازیگر نقش اول، یکبار برنده بهترین بازیگر مکمل و در این دوره نیز برنده بهترین بازیگر زن فیلم کمدی یا موزیکال شده.

## برندگان و نامزدها

### فیلم سینمایی

#### جایزه گلدن گلوب بهترین فیلم – درام
توپ‌های ناوارون
- ال سید
- فنی
- محاکمه در نورنبرگ
- شکوه علفزار

#### جایزه گلدن گلوب بهترین فیلم – موزیکال یا کمدی
اکثریت یک‌نفره
- صبحانه در تیفانی
- یک، دو، سه
- دام والدین
- معجزه سیب

داستان وست ساید
- Babes in Toyland
- Flower Drum Song

#### جایزه گلدن گلوب بهترین بازیگر مرد – فیلم درام
ماکسیمیلیان شل – محاکمه در نورنبرگ
- وارن بیتی – شکوه علفزار
- موریس شوالیه – فنی
- پل نیومن – بیلیاردباز
- سیدنی پوآتیه – A Raisin in the Sun

#### جایزه گلدن گلوب بهترین بازیگر زن – فیلم درام
جرالدین پیج – تابستان و دود
- لزلی کارون – فنی
- شرلی مک‌لین – ساعت بچه‌ها
- کلودیا مک‌نیل – A Raisin in the Sun
- ناتالی وود – شکوه علفزار

#### جایزه گلدن گلوب بهترین بازیگر مرد – فیلم موزیکال یا کمدی
گلن فورد – معجزه سیب
- فرد آستر – The Pleasure of His Company
- ریچارد بیمر – داستان وست ساید
- باب هوپ – Bachelor in Paradise
- فرد مک‌موری – The Absent-Minded Professor

#### جایزه گلدن گلوب بهترین بازیگر زن – فیلم موزیکال یا کمدی
روزالیند راسل – A Majority of One
- بتی دیویس – معجزه سیب
- آدری هپبورن – صبحانه در تیفانی
- هیلی میلز – دام والدین
- میوشی اومه‌کی – Flower Drum Song

#### جایزه گلدن گلوب بهترین بازیگر نقش مکمل مرد
جورج چاکیریس – داستان وست ساید
- مونتگومری کلیفت – محاکمه در نورنبرگ
- جکی گلیسون – بیلیاردباز
- تونی رندل – Lover Come Back
- جرج سی. اسکات – بیلیاردباز

#### جایزه گلدن گلوب بهترین بازیگر نقش مکمل زن
ریتا مورنو – داستان وست ساید
- فی بینتر – ساعت بچه‌ها
- جودی گارلند – محاکمه در نورنبرگ
- لوته لنیا – بهار رمی خانم استون
- پاملا تیفین – یک، دو، سه

#### جایزه گلدن گلوب بهترین کارگردانی
استنلی کریمر – محاکمه در نورنبرگ
- آنتونی مان – ال سید
- جروم رابینز و رابرت وایز – داستان وست ساید
- جی. لی تامپسون – توپ‌های ناوارون
- ویلیام وایلر – ساعت بچه‌ها

#### جایزه گلدن گلوب بهترین فیلم غیر انگلیسی‌زبان
دو زن • ایتالیا
- سرباز خوب شوایک • آلمان غربی
- The Important Man (Ánimas Trujano: El hombre importante)| • مکزیک

سرباز خوب شوایک (West Germany)

The Important Man (Ánimas Trujano: El hombre importante)| (Mexico)

#### جایزه گلدن گلوب بهترین موسیقی
"توپ‌های ناوارون" – دیمیتری تیومکین
- "ال سید" – میکلوش روژا
- "فنی" – Harold Rome
- "شاهنشاه" – میکلوش روژا
- "Summer and Smoke" – المر برنستاین

#### جایزه گلدن گلوب بهترین ترانه غیراقتباسی
"Town Without Pity" - شهر بی‌ترحم (دیمیتری تیومکین - music, ند واشینگتن - lyrics)

#### Best Film Promoting International Understanding
اکثریت یک‌نفره
- محاکمه در نورنبرگ
- Bridge to the Sun

#### Most Promising Newcomer - Male
وارن بیتی

ریچارد بیمر

بابی دارین
- جرج سی. اسکات

#### Most Promising Newcomer - Female
آن مارگرت

جین فوندا

کریستین کاوفمان
- پاملا تیفین
- کوردولا ترانتو

#### Henrietta Award (World Film Favorite)
چارلتون هستون

مریلین مونرو

### مجموعه تلویزیونی
تنها برندگان اعلام شدند

#### جایزه گلدن گلوب بهترین مجموعه تلویزیونی – درام
شغل من چیست؟
 My Three Sons

#### جایزه گلدن گلوب بهترین بازیگر مرد – مجموعه تلویزیونی درام
باب نیوهارت
 John Daly

#### جایزه گلدن گلوب بهترین بازیگر زن – مجموعه تلویزیونی درام
Pauline Frederick

### Special Journalistic Merit Award
Army Archerd (ورایتی)

Mike Connolly (هالیوود ریپورتر)

### Special Merit Award
Samuel Bronston - ال سید

### Samuel Goldwyn Award
- نشان

### جایزه گلدن گلوب سیسیل بی. دمیل
جودی گارلند

## تفکیک جایزه

### فیلم سینمایی
برندگان
۳ / ۳ اکثریت یک‌نفره: Best Actress-Musical or Comedy, Film-Comedy & Film Promoting International Understanding
۳ / ۵ داستان وست ساید: Best Film-Musical & Supporting Actor and Actress
۲ / ۳ توپ‌های ناوارون: Best Film-Drama & Original Score
۱ / ۳ تابستان و دود: Best Actress-Drama